# Calamagrostis boyacensis
Calamagrostis boyacensis är en gräsart som beskrevs av Jason Richard Swallen och Garc.-barr. Calamagrostis boyacensis ingår i släktet rör, och familjen gräs.
Artens utbredningsområde är Colombia. Inga underarter finns listade i Catalogue of Life.